# Cármides

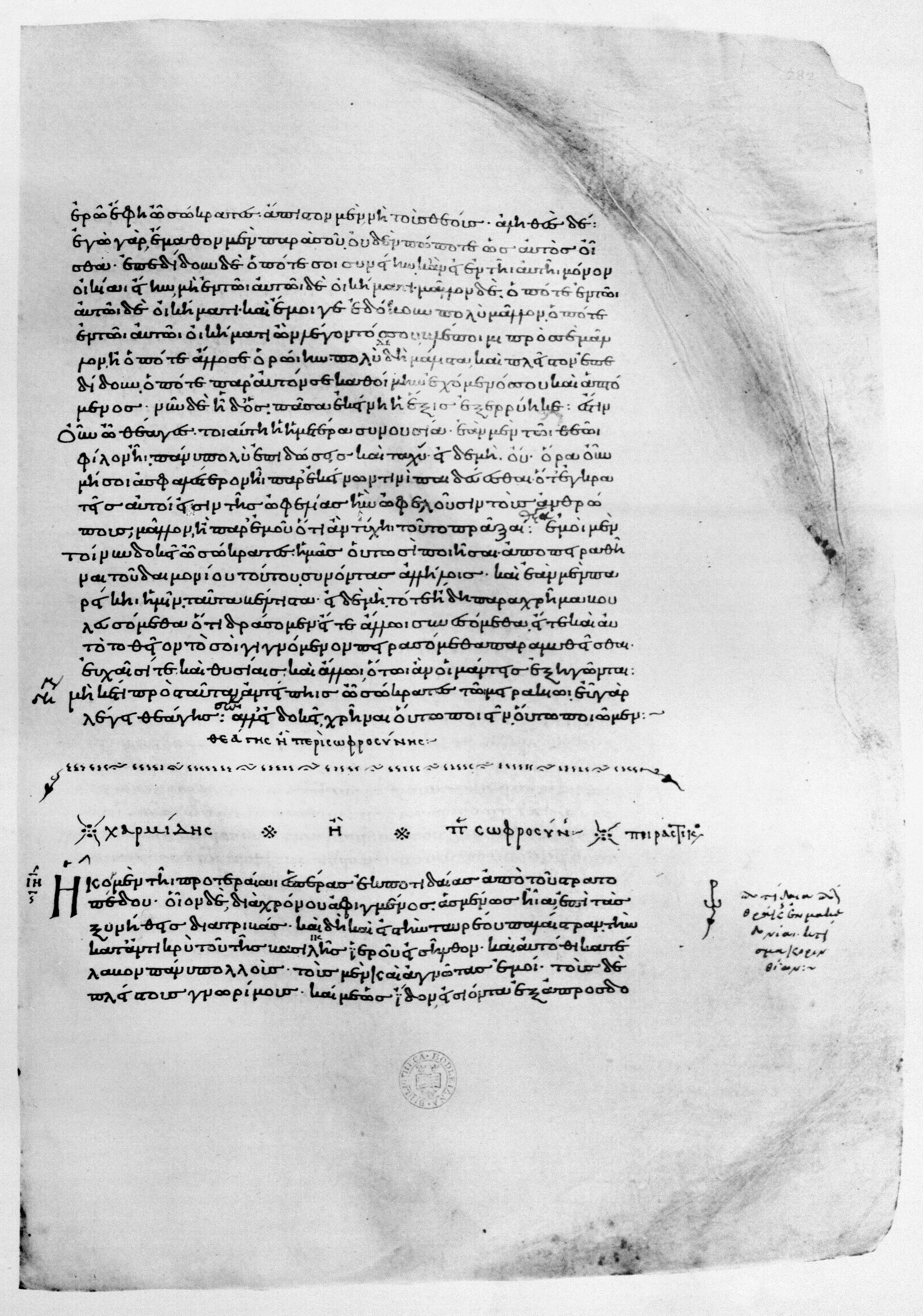
Comienzo del texto en un códice medieval (895 d. C.)

Cármides (en griego, Χαρμίδης) es un diálogo de Platón en el cual se plantea la necesidad e importancia de la virtud en el hombre, la virtud es nombrada por Sócrates como σωφροσύνη  (Sōphrosynē). Esta obra pertenece al primer periodo de su vida según el uso cronológico de la estilometría, basada en la suposición de que el estilo y el lenguaje de un autor en un periodo suficientemente largo están sujetos a cambios, unos deliberados, otros inconscientes que se basa en la aparición de palabras y expresiones, aunque de este primer grupo no se tiene certezas sobre su orden interno.
El diálogo involucra a cuatro personajes, tres de ellos conversan sobre la virtud de la prudencia, de la que se extraen seis definiciones.

## Escenario
El diálogo se desarrolla poco tiempo después de la batalla de Potidea, en el año 432 a. C. El día después de su vuelta de la guerra, Sócrates visita la palestra de Táureas, Querefonte lo encuentra y lo lleva al encuentro de Critias. Sócrates movido por la curiosidad pregunta a Critias que tal le iba ahora a la filosofía, cómo andaba la juventud y si alguno se distinguía por su saber o su hermosura [153d] es entonces cuando Cármides aparece como el joven más bello y de esta manera comienza el desarrollo del diálogo.

## Personajes
1. Cármides, que le da el nombre a la obra, descendiente de Solón
2. Sócrates, maestro de Platón
3. Critias es tío de Platón
4. Querefonte, amigo de Sócrates

## La Virtud de la Prudencia
El diálogo se centra en la búsqueda del sentido de la palabra σωφροσύνη y se sabe que en el mismo diálogo se ofrecen diversas definiciones; pero lo realmente dificultoso es encontrar en un solo término toda la resonancia que encierra la palabra griega. Para tratar de comprender lo que significa esta palabra, William Keith Chambers Guthrie en su Historia de la filosofía griega ha recopilado algunas repeticiones en otras obras.   
En el Crátilo se presenta la etimología de σωφροσύνη en relación con sos (sano) y phren (corazón, mente, entendimiento). "Y si lo aceptas, gnōmē (el juicio) manifiesta enteramente el análisis y la «observación del devenir...Sōphrosynē (prudencia) es la «salvaguardia del entendimiento» (sōtēría phronēseōs) que acabamos de considerar" [411e]
En Homero (Ilíada XXI 462) sophron tiene el sentido de sensato y prudente  
"Y nos fuimos los dos de vuelta con el ánimo lleno de rencor,
irritados por el salario que había prometido y no cumplido.
¡Y encima ahora se lo agradeces a sus huestes, en lugar de
intentar con nosotros que los insolentes troyanos perezcan
460 postrados de hinojos con sus hijos y sus respetables esposas!»
Díjole, a su vez, Apolo, el soberano protector:
«¡Agitador del suelo! Me dirías que en mis cabales no
estoy si me avengo a combatir contigo por culpa de miseros
mortales, que, semejantes a las hojas, unas veces
465 se hallan florecientes, cuando comen el fruto de la tierra,
y otras veces se consumen exánimes. ¡Ea, cuanto antes
cesemos nuestra lucha! ¡Que diriman ellos solos su porfía".
En la Odisea (XXIII 13) encontramos ya la forma σωφροσύνη, en oposición a imprudente, ligero, acompañada de otros términos  que indican mesura. 
"¡Ay, buen ama! Los dioses, se ve, te han dejado sin juicio!,
altos dioses que suelen hacer del más cuerdo un gran loco
y al mayor insensato meter en cordura"
En algunos de los diálogos de la madurez de Platón en el Fedro , la σωφροσύνη es un modo de pensar que guía hacia lo mejor, "Las dos coinciden unas veces; pero, otras, disienten y se revelan, y unas veces domina una y otras otra. Si es la opinión la que, reflexionando con el lenguaje, paso a paso, nos lleva y nos domina en vistas a lo mejor, entonces ese dominio tiene el nombre de sensatez." [237e] .  
En el Banquete [196c] σωφροσύνη es el dominio sobre placeres y deseos "y lo que uno acuerde con otro de buen grado dicen «las leyes reinas de la ciudad» que es justo . Pero, además de la justicia, participa también de la mayor templanza. Se reconoce, en efecto, que la templanza es el dominio de los placeres y deseos, y que ningún placer es superior a Eros . Y si son inferiores serán vencidos por Eros y los dominará, de suerte que Eros, al dominar los placeres y deseos, será extraordinariamente templado" ,  
Al igual que en su República, se refiere como una disposición ordenada y armoniosa que se revela ante el dominio de ciertos placeres y deseos, lograda cuando la mejor de la partes domina a la peor, "La moderación es un tipo de ordenamiento y de control de los placeres y apetitos. como cuando se dice que hay que ser 'dueño de sí mismo' me parece que lo que quiere decir esta frase es que, dentro del mismo hombre, en lo que concierne al alma hay una parte mejor y una peor que, cuando la que es mejor por naturaleza domina a la peor , se dice que es 'dueño de sí mismo' a modo de elogio; pero cuando. debido a la mala crianza o compañía. lo mejor. que es lo más pequeño, es dominado por lo peor, que abunda. se le reprocha entonces como deshonroso y se llama "esclavo de sí mismo" "inmoderado" a quien se halla en esa situación". [430e-431b].  
En las Leyes, llama a la mera abstención de los placeres una versión popular o vulgar de la σωφροσύνη en contraste con la “clase más elevada” que se identifica con la sabiduría o el deber,  "Lo que anteriormente decíamos que debe seguir a todas las partes de la virtud también tiene que acompañar ahora al alma del tirano, si han de ser de algún provecho las restantes cualidades que posee. -Me parece que el extranjero dice que la templanza, Megilo, debe ser la que acompaña, ¿es cierto? -La popular, al menos, Clinias, y no aquella a la que uno podría referirse con loas, cuando obliga a la templanza a ser inteligencia, sino lo que sin más florece naturalmente en los niños y los animales, que unos son desmesurados en sus placeres; otros, mesurados" [710a]
Para Aristóteles σωφροσύνη se opone a desenfreno (Retórica 1366b 13; Ética nicomáquea 1107b  2, 1231a 38) y refiriéndose a la prudencia phronesis, Aristóteles (Ética a nicomáquea 1140b 11 sigs.) recurre a una expresión que recuerda la etimología de Crátilo: “por eso damos a la prudencia el nombre de σωφροσύνη porque la salva” 
Desde este fondo se destaca la discusión socrática en el que la virtud es algo más que σωφροσύνη y es en donde se abren diversas posibilidades de definición que es superada pero no determinada en la discusión misma del diálogo.

## Definición de prudencia en el diálogo
La definición de σωφροσύνη como el dominio de los deseos no es mencionada en este diálogo por Crítias y Cármides. Sócrates desde un comienzo hace énfasis en que el noble linaje del que pertenece Cármides lo hace sobresalir de su condición de σώφρον pero está claro que esa definición hacia Cármides va a ponerse en duda, ya que este, al presentar un malestar corporal Sócrates le ofrece un remedio que había aprendido de los médicos tracios de Zalmoxis, pero antes de ofrecer este ensalmo a cualquiera se debe asegurar primero de que el alma del enfermo este sana porque de no estarlo se debería curar el alma para luego curar el cuerpo.
Para Cármides y Critias, la σωφροσύνη era una virtud y la concepción que tenían de ella se pondrá de manifiesto a partir de sus intentos para definirla en el diálogo de manera ascendente en seis enunciaciones diferentes.

### Primera Definición
Aquí se pone en duda si Cármides realmente es poseedor de tal virtud, y si lo es debe tener una idea de la clase de cosa que es. Cármides piensa entonces que es una especie de tranquilidad o sosiego. Sócrates le refuta, obligando a Cármides a aceptar que la σωφροσύνη es algo bueno y citándole a continuación ejemplos de ocupaciones tanto físicas como mentales en donde la velocidad y la actividad intensa son preferibles a la tranquilidad  y la lentitud. [159b]

### Segunda Definición
Aquí es definida por Cármides como la capacidad de sentir vergüenza, lo mismo que el pudor. Sócrates objeta que, de acuerdo con la autoridad de Homero el pudor no es bueno para todo el mundo. [160e]

### Tercera Definición
En este caso Carmides “ha oído decir” que σωφροσύνη es “hacer cada uno lo suyo”, “ocuparse cada uno de sus propios asuntos” [161b] Sócrates identifica “hacer” con “fabricar” ¿es bueno para una sociedad que cada uno fabricase y lavase sus propias ropas, fuese su propio zapatero? Y otros ejemplos más. Esta definición al parecer es de Critias ya que se encuentra algo molesto por la descalificación de la misma, Sócrates le pone como ejemplo a los artesanos que hacen lo suyo y hacen para los demás y quedan de acuerdo que obran con σωφροσύνη de igual modo, así que para defender que no es lo mismo “trabajar” ni “hacer” cita a Hesíodo de que “ningún trabajo es deshonroso” [163b], afirma que Hesíodo puede no haber tenido en mente ocupaciones bajas o vergonzosas, Este quería dar a entender obras “buenas y útiles” porque solo estas son propias de un hombre, y esto es precisamente lo que significa σωφροσύνη: “hacer cada uno lo suyo”.

### Cuarta Definición
Critias define la σωφροσύνη como “hacer cosas buenas”, luego de la interrogación de Sócrates, Critias, acepta que quien quiera que sea σώφρον debe saber que lo es. Pero en general la gente puede hacer actos buenos sin saber que lo son, no se puede atribuir a un hombre el título de σώφρον si no sabe que lo es. [164d]

### Quinta Definición
Como ordena la inscripción délfica se lega a que la verdadera esencia de la virtud es “conocerse a sí mismo” [165a]. Surge aquí una nueva concepción de σωφροσύνη que indica que puede ser un saber de algo y además de uno mismo, pero como ciencia debe tener un producto ¿qué producto deviene del conocimiento de uno mismo? Critias objeta que no es necesario que toda ciencia tenga un producto y que todas las ciencias son ciencias de algo distinto a ellas. [166a] Aquí se ven dos afirmaciones diferentes de que la σωφροσύνη es el saber que uno tiene de sí mismo y un saber de ella misma y un saber de todos los otros, un saber del saber. Entonces se sigue que la σωφροσύνη es un saber del saber y de la ignorancia si esto fuera así nunca seríamos engañados por los falsos ni por los incompetentes. [171d]

### Sexta definición
Un conocimiento que nos indicase obrar sabiamente, obraríamos bien y seríamos más felices y se es feliz en la medida el que vive con conocimiento de ciertas cosas concretas pero cuál de los saberes es el que le hace feliz, este es el conocimiento del bien y del mal, Crítias dice al respecto que la σωφροσύνη, al ser “soberana sobre” todas las clases de saber entonces regirá el saber del bien y del mal pero esta convierte la σωφροσύνη en algo inútil y que no es un saber de los otros saberes y de las ignorancias, sino del bien y del mal. [174d]

## Conclusión
No hay una única conclusión que nos ofrezca la verdadera certeza de la definición de σωφροσύνη. Lo que Platón ha logrado a lo largo del diálogo es afirmar lo que no es la σωφροσύνη y apenas ha rozado a lo largo de las seis definiciones un acercamiento azaroso de su verdadero significado.
En el final del diálogo Sócrates hace un breve repaso sobre aquellas definiciones que obtuvieron a lo largo de la aporía y dice que aquella verdad que tanto estaban buscando de qué es realmente la σωφροσύνη solo les ha mostrado hasta el límite su total inutilidad. Y dice el mismo Sócrates que él desde un principio dispuso mal de la investigación y termina describiendo a la σωφροσύνη como un gran bien y que aquel que la posea es feliz y refiriéndose a Cármides “en cuanto a ti mismo, cuanto más σώφρον seas, tanto más feliz considérate” pero Cármides queda con la duda de no saber si en verdad posee o no esa virtud y si es conveniente que se le suministre el ensalmo o no. [176a]